# Winsor Harmon
Winsor Dewey Harmon III (ur. 22 listopada 1963 w Crowley, w stanie Luizjana) – amerykański aktor telewizyjny, producent filmowy i wokalista, znany przede wszystkim jako Thorne Forrester z opery mydlanej CBS Moda na sukces.

## Życiorys

### Wczesne lata
Urodził się dokładnie w tej samej minucie, gdy zastrzelony został prezydent USA J.F. Kennedy. Dorastał w Rockwall, w stanie Teksas, gdzie ukończył Rockwall High School w 1982. Uczęszczał potem na Texas A&M (Agricultural and Mechanical University), gdzie otrzymał stypendium piłkarskie. Nie zamierzał być aktorem. Odnosił sukcesy jako futbolista i fotomodel. A jego wielką pasją stała się muzyka country.

### Kariera
Rozpoczął pracę modela z Ford Modeling Agency, pracując dla Donny Karan, Hugo Bossa, Armaniego i Calvina Kleina. Reklamował w Europie papierosy Marlboro. Później trafił na szklany ekran jako Del Henry w operze mydlanej ABC Wszystkie moje dzieci (All My Children, 1994-95). W 1996 roku przyjął rolę Thorne’a Forrestera, upartego młodszego syna Erica i Stephanie, bohatera opery mydlanej CBS Moda na sukces, zastępując tym samym Jeffa Trachtę, który wybrał karierę teatralną. Ta serialowa postać zapewniła mu sławę i nominowana była w roku 2005 do nagrody Soap Opera Digest.
13 sierpnia 2002 roku na rynku muzycznym ukazał się jego album „Stars of Texas” z dwunastoma piosenkami nagranymi w stylu country.

## Życie prywatne
W latach 1996–98 był w związku małżeńskim z Candice, z którą ma córkę Jade (ur. 1985). 18 lipca 2001 ożenił się po raz drugi z Deanną Eve Lindstrom, matką Augusta z poprzedniego związku. Mają syna Winsora Harmona IV (ur. 10 maja 2003). Jednak w 2010 doszło do rozwodu. Spotykał się z modelką Ashley Heather Scott (2012).
Był jednym z pierwszych, którzy wiedzieli, że Mark Consuelos i Kelly Ripa potajemnie wzięli ślub w Las Vegas.

## Filmografia

### Seriale TV
- 1994–95: Wszystkie moje dzieci (All My Children) jako Delbert „Del” Henry Hunkle
- 1996: Nocny patrol (Baywatch Nights)
- 1996-2016: Moda na sukces (The Bold and the Beautiful) jako Thorne Forrester
- 1998: Brygada Acapulco (Acapulco H.E.A.T) jako David Kelly

## Dyskografia
- 2002: Stars Of Texas (wyd. Neurodisc Records)
  - 1. Oh Megan
  - 2. Another Moonlit Night
  - 3. Stars Of Texas
  - 4. One Step Forever, Two Steps Back
  - 5. All That I Can Give Is Goodbye
  - 6. Thief
  - 7. Full Time Job
  - 8. Satellite
  - 9. Here It Goes Again
  - 10. A Man Like Me
  - 11. Once Over Twice
  - 12. Mighty Good To Me